# Міцний захист
Міцний захист (англ. The Hard Corps) — американський бойовик 2006 року режисера Шелдона Леттича.

## Сюжет
Ветеран збройних сил США, Філіп Саваж, який за службовим обов'язком три роки воював в Афганістані й Іраку, повертається додому. Він влаштовується охоронцем до колишнього чемпіона з боксу в надважкій вазі Вейна Барклая, якому потрібна охорона самого себе і своєї сім'ї від злочинних намірів могутнього реп-магната. Через деякий час Барклай починає підозрювати, що між Саважем і його сестрою Тамарою почалися романтичні стосунки. Це стає приводом для виникнення напруженості між охоронцем і підопічним, що значно ускладнює виконання основного завдання Філіпа.

## У ролях
| Актор             | Роль               |
| ----------------- | ------------------ |
| Жан-Клод Ван Дамм | Філіп Саваж        |
| Разаак Адоті      | Вейн Барклай       |
| Вівіка А. Фокс    | Тамара Барклай     |
| Пітер Браянт      | Маллінс            |
| Рон Боттітта      | детектив Тіг       |
| Вів Лікок         | Террелл Сінглетері |
| Адріан Холмс      | Кужо               |
| Марк Гріффін      | Кейсі Бледсо       |
| Рон Селмур        | Сімко              |
| Аарон Ау          | Кім                |